# Johan Lindquist (urmakare)
För andra betydelser, se Johan Lindkvist.

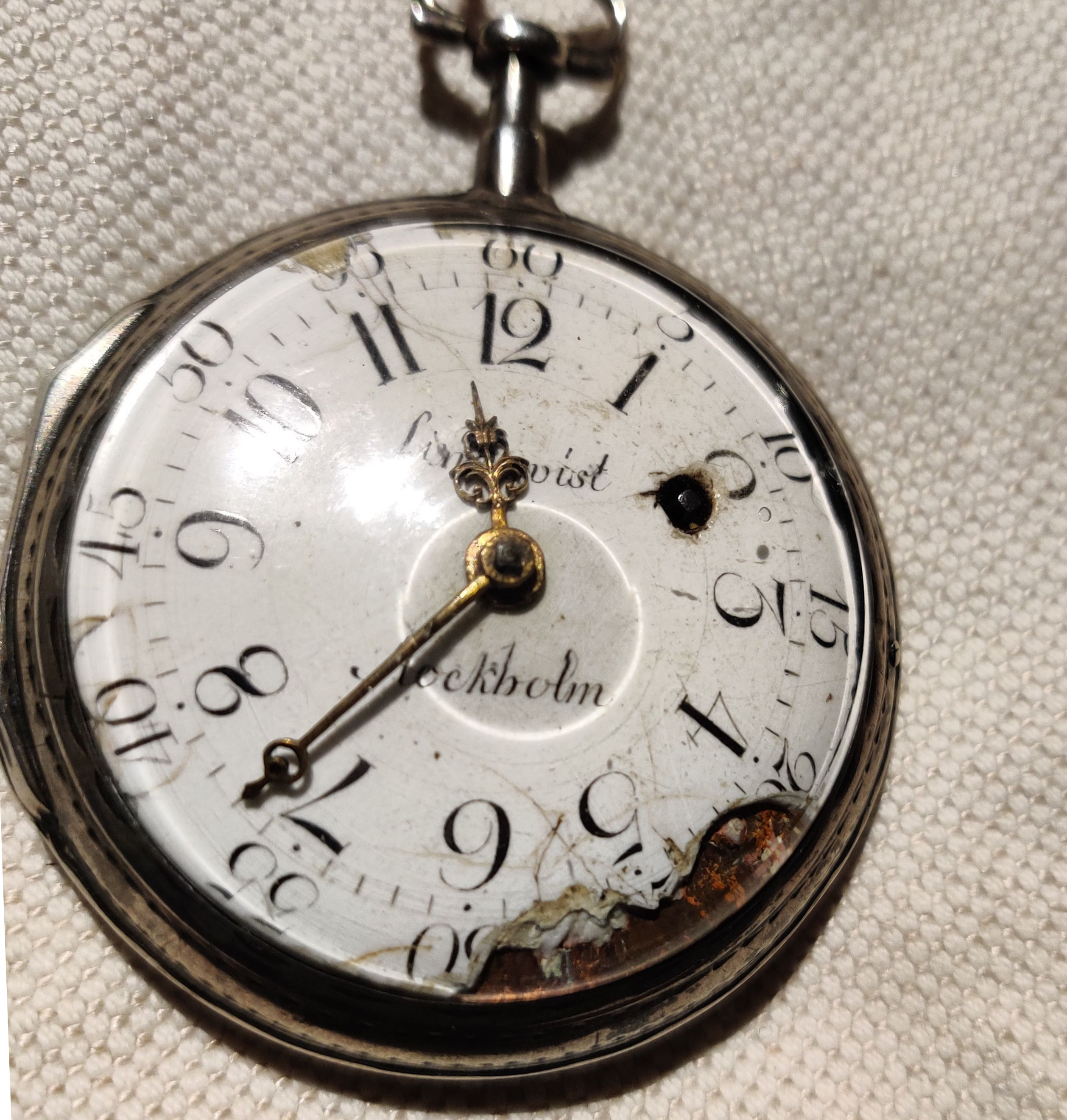
Lindqvists fickur nr 637

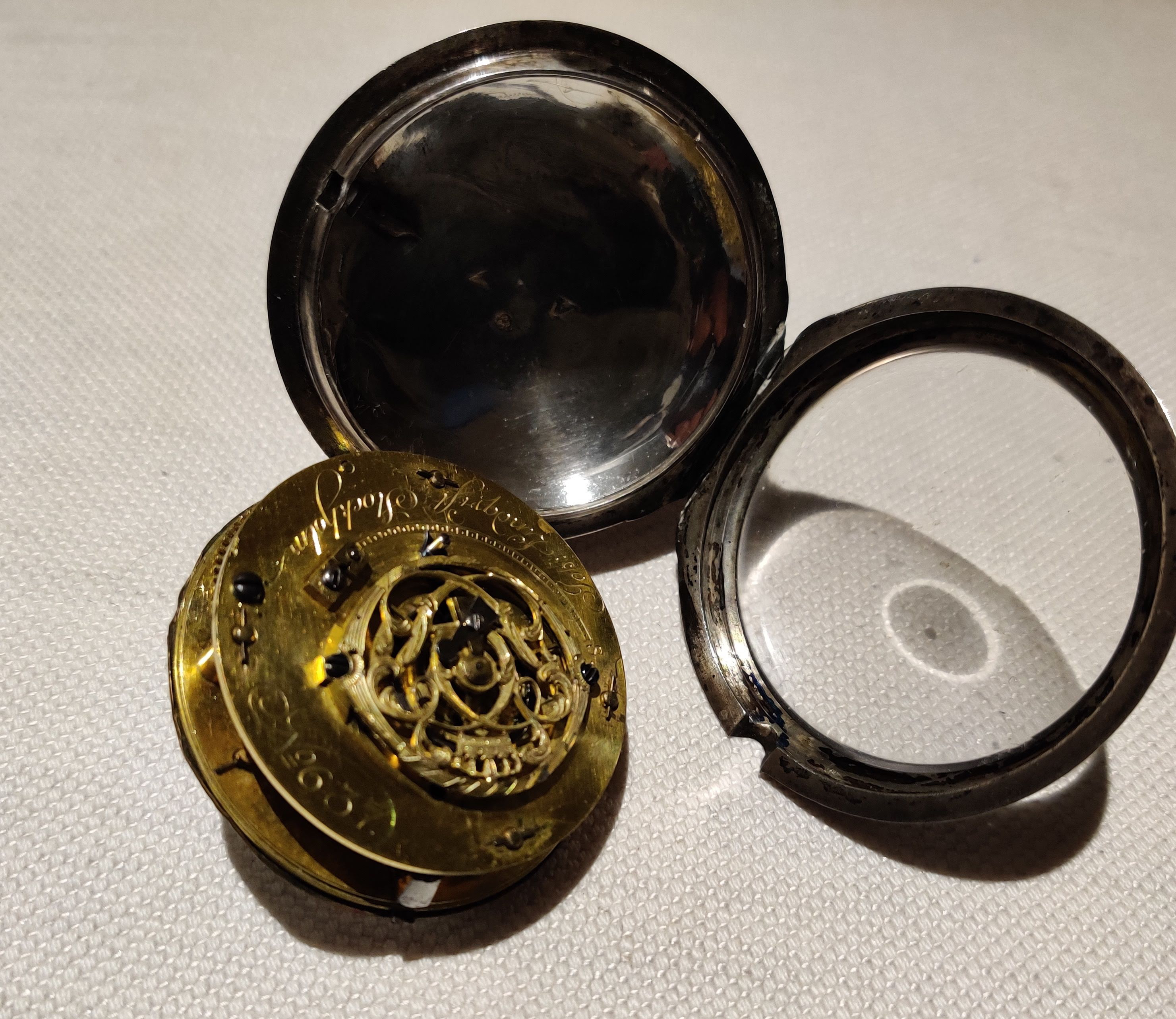
Lindqvist fickurs verk

Johan Lindquist, född 1728, död 4 juni 1779, var en urmakare verksam i Stockholm under mitten och andra hälften av 1700-talet (i vart fall åren 1756–1772). Han räknas till en av Sveriges främsta urmakare vid sin tid. 

## Biografi
Lindquist var elev till Julien Le Roy i Paris. Tillsammans med  tre till fyra andra urmakaregesäller reste han till Stockholm 1754. Det fanns ett önskemål från svensk sida att lära upp urmakare i Sverige för att kunna tillverka ur. De flesta urmakarna i Sverige sysslade till största delen bara med reparationer. Från i vart fall 1770 hade Lindquist titeln hovurmakare och det var således hos kung Adolf Fredrik. Lindquist numrerade sina ur och vid sin död hade han tillverkat åtminstone 637 stycken.
Johan Lindquist var gift med Brita Lindquist, född Wallman.